# ريكاردو كاروسو لومباردي
ريكاردو كاروسو لومباردي (بالإسبانية: Ricardo Caruso Lombardi)‏ (و. 1962  م) هو لاعب كرة قدم، ومدرب كرة قدم، من الأرجنتين، ولد في بوينس آيرس، يلعب كلاعب وسط.

## روابط خارجية
- ريكاردو كاروسو لومباردي على موقع قاعدة بيانات كرة القدم.إي يو (الإنجليزية)
- ريكاردو كاروسو لومباردي على موقع Soccerway.com (الإنجليزية)